# Michele Faglia
Michele Francesco Faglia (Milano, 25 dicembre 1948) è un politico e architetto italiano.

## Biografia
Nato a Milano il 25 dicembre 1948, figlio dell'ingegnere e architetto Vittorio Faglia (1914–2011), ha compiuto gli studi superiori al liceo classico Bartolomeo Zucchi di Monza e, dopo la laurea al Politecnico di Milano, ha iniziato l'attività professionale presso lo studio di famiglia. Nel 1976 viene assunto all'Ufficio programmazione urbanistica del Comune di Monza, presso il quale elabora il primo Piano pluriennale di attuazione comunale, per poi passare all'Ufficio lavori pubblici e progettare numerosi interventi e opere pubbliche. Successivamente, in polemica con l'amministrazione comunale in seguito al progetto di demolizione della Cascina Valera, è ritornato a lavorare da libero professionista.
Nel 2002 è candidato a sindaco di Monza come indipendente per le comunali del 2002, alla guida di una coalizione di centro-sinistra composta da Democratici di Sinistra, La Margherita e il Partito della Rifondazione Comunista. Ottiene il 34,5% dei voti al primo turno, e il 6 giugno 2002 è eletto sindaco al secondo turno battendo con il 53,3% dei voti il candidato del centro-destra, l'ex ministro Roberto Maria Radice.
Candidatosi per un secondo mandato alle elezioni del 2007, in rappresentanza della coalizione civica "Città-Persone", è però sconfitto al primo turno dal candidato Marco Mariani della Casa delle Libertà. Il 10 gennaio 2013 lascia il consiglio comunale, ritirandosi dalla vita politica.